# Un colpo di pistola
Un colpo di pistola is een Italiaanse dramafilm uit 1942 onder regie van Renato Castellani. Het scenario is gebaseerd op een verhaal van de Russische auteur Aleksandr Poesjkin. Destijds werd de film in Nederland uitgebracht onder de titel Het tweede schot.

## Verhaal
Andrea Anickoff is al een tijdlang verliefd op Mascia. Hij is onterecht bang dat zij verliefd is op zijn vriend Sergio Drutzy. Hij daagt zijn vriend daarom uit tot een duel, maar hij besluit op het laatste ogenblik om hem niet te doden.

## Rolverdeling
| Acteur          | Personage          |
| --------------- | ------------------ |
| Assia Noris     | Mascia             |
| Fosco Giachetti | Andrea Anickoff    |
| Antonio Centa   | Sergio Drutzky     |
| Rubi Dalma      | Gravin Giulia      |
| Renato Cialente | Gerardo de Valmont |
| Mimì Dugini     | Antonietta         |